# بی‌دمیر (قره‌عیسی‌لی)
بی‌دمیر (به ترکی استانبولی: Beydemir) یک منطقهٔ مسکونی در ترکیه است که در کارایسالی واقع شده‌است.